# Cergy-Pontoise Basket Ball
Actualités
Cergy-Pontoise Basket Ball, est une équipe française de basket-ball, basé sur les communes de Pontoise, Cergy et Osny dans le département du Val-d'Oise en Île-de-France. Le club évolue en 2023-2024 en Nationale 2 (4e Division).

## Histoire
Le club est créé en 1982. Le club est Champion de France de Nationale 2 en 2013 (Saison 2012-2013). Le club évolue une année en Nationale 1 (saison 2013-2014) pour une descente en Nationale 2 en fin de saison.
Le club change de nom pendant l'été 2015, passant d'Entente Cergy-Osny-Pontoise Basket Ball à Cergy-Pontoise Basket Ball.
Cergy-Pontoise est promu en Nationale 1 lors de la saison 2021-2022 afin de pallier la demande de rétrogradation du Stade de Vanves. Le maintien est facilement acquis lors de cette saison avec une 7e place sur 14 lors de la première phase. Le club finissant deuxième de la poule moyenne, les Spartiates se qualifient pour les play-offs et font tomber Chartres 2 à 1 en huitièmes de finale. En quarts de finale, Lorient ne fait pas de détail et sort Cergy-Pontoise 2 à 0.
Lors de la saison suivante, le club termine 12e de la poule A, et est relégué en NM2 à l'issue de la poule basse.

## Palmarès
- Champion de France de Nationale 2 : 2013

## Salle
La salle est à la Grande Halle Omnisports du Complexe sportif des Maradas et possède une capacité de 1 200 places.

## Entraîneurs
- 2016-2018 : / Philippe Da Silva
- 2018-2019 :  Steed Tchicamboud
- 2019- :  Nicolas Meistelman

## Joueurs célèbres et marquants
- - Amara Sy (jeune)
- - Bandja Sy (jeune)
- Luc Loubaki (jeune)
- - Modibo Niakaté
- Roland N'Kembé
- - Abdel Raho
- Jérôme Thion